# Gratiola linifolia
Gratiola linifolia é uma espécie de planta com flor pertencente à família Scrophulariaceae. 
A autoridade científica da espécie é Vahl, tendo sido publicada em Enumeratio Plantarum 1: 89. 1804.
Os seus nomes comuns são dedaleira-menor, erva-do-pobre, graciosa, gracíola ou lenifólio.

## Portugal
Trata-se de uma espécie presente no território português, nomeadamente em Portugal Continental.
Em termos de naturalidade é endémica da Península Ibérica.

## Protecção
Não se encontra protegida por legislação portuguesa ou da Comunidade Europeia.